# Malattia di Bowen
La malattia di Bowen è una forma di carcinoma in situ del carcinoma spinocellulare cutaneo.

## Epidemiologia
Nella popolazione caucasica degli Stati Uniti, la malattia di Bowen ha un'incidenza di 15-28 casi ogni 100 000 abitanti.
È un carcinoma in situ raro negli individui di età inferiore ai 30 anni e si verifica prevalentemente in pazienti di età superiore ai 60 anni. Il 70-85% dei casi interessa soggetti di sesso femminile. Come per il carcinoma spinocellulare, l'etnia caucasica è di gran lunga la più colpita.

## Eziologia
Il fattore di rischio ambientale più importante è l'esposizione cumulativa ai raggi UV, compresi quelli derivanti da procedure terapeutiche come la fototerapia o cosmetiche come i lettini solari.
Il contatto o l'ingestione di arsenico è un fattore importante soprattutto in alcuni paesi dove questa sostanza contamina le acque e viene utilizzata in erbicidi o pesticidi e nella medicina tradizionale. L'immunosoppressione aumenta il rischio di sviluppare la malattia di Bowen sebbene i dati a supporto non siano paragonabili a quelli presenti er il carcinoma spinocellulare; pazienti affetti da patologie come leucemie, linfomi, HIV e nei trapiantati tendono a svilupparli in età più giovanile e con maggiore probabilità. Altri fattori di rischio sono rappresentati dalle radiazioni ionizzanti e dal lupus eritematoso. Sembra infine che il papillomavirus (Human Papilloma Virus, HPV) ed in particolare HPV 16 e HPV 18 possano svolgere un ruolo importante nella patogenesi della lesione, in particolare sulla cute e sulle mucose genitali, su quella periungueale e palmo-plantare.

## Istologia
Si riscontrano acantosi, paracheratosi e displasia estesa all'intero spessore dell'epidermide, alterazioni della differenziazione con prematura cheratinizzazione dei cheratinociti e perdita della loro polarità. Frammiste ai cheratinociti si possono individuare grandi cellule dai citoplasmi pieni di glicogeno e PAS positive. I singoli cheratinociti presentano pleomorfismo di grado variabile e grandi nuclei ipercromici. Si possono riscontrare frequenti figure mitotiche. La giunzione dermo-epidermica è intatta, si tratta pertanto di un carcinoma in situ. Il derma presenta un infiltrato infiammatorio denso. Nelle lesioni genitali con significativa presenza di HPV si può riscontrare coilocitosi.
Sono state descritte delle varianti di malattia di Bowen basate sia sull'aspetto macroscopico che su quello microscopico: atrofica, papillata, psoriasiforme, verrucosa. Di norma in una singola lesione si riscontrano caratteristiche attribuibili a più di una variante.

## Clinica
Si presenta come una singola chiazza o placca eritematosa, di piccole dimensioni, persistente, desquamante (soprattutto ai margini), talvolta crostosa, di forma solitamente lenticolare e dai margini ben definiti. Le lesioni meno frequentemente possono essere multiple. L'ulcerazione è spesso segno di evoluzione in carcinoma spinocellulare. La malattia di Bowen è generalmente asintomatica ma possono essere riferiti dolore o prurito. Sebbene si possa verificare su tutte la cute, le sedi più comuni sono gli arti inferiori, seguita da quella di capo e collo, meno frequente sulla cute periungueale, palmo-plantare, in sede anale (anal intraepithelial neoplasia, AIN), sul pene (penile intraepithelial neoplasia, PIN) o sulla vulva (vulval intraepithelial neoplasia, VIN); rara alla mucosa orale. Le forme sulla cute e sulle mucose genitali hanno un maggior rischio evolutivo e una maggiore probabilità di recidiva. Le forme pigmentate sono rare. La lesione tende ad accrescersi e a distanza di anni può evolvere nel 3-5% dei casi in carcinoma spinocellulare ma in alcuni casi si risolve spontaneamente.
La prognosi è eccellente se non vi è degenerazione in carcinoma spinocellulare.

## Diagnosi
La diagnosi è clinica e si avvale dell'esame obiettivo e della dermatoscopia. Se vi sono dubbi sulla diagnosi si effettua biopsia cutanea.
Alla dermatoscopia il 90% dei casi di malattia di Bowen presenta quali caratteristiche principali una superficie squamosa, la presenza di vasi "glomerulari" o a "a gomitolo" (glomerular/coiled vessels) o vasi punteggiati (dot vessels) monomorfi distribuiti in gruppi. Nelle forme pigmentate le caratteristiche sono poco specifiche e le principali sono la presenza di aree destrutturate marroni associata a vasi "glomerulari", vi possono poi essere globuli marroni o grigi distribuiti o meno in linee radiali che si trovano alla periferia della lesione e non puntano verso il centro. a differenza dei nevi melanocitici o dei carcinomi basocellulari. La scarsa o mancata risposta ai corticosteroidi può essere utile nella diagnosi differenziale con alcune dermatosi infiammatorie come la psoriasi.

### Diagnosi differenziale
La malattia di Bowen può mimare le seguenti condizioni:
- carcinoma basocellulare superficiale: tendono ad avere un bordo perlaceo lievemente rilevato, possono essere presenti teleangectasie
- carcinoma spinocellulare: base indurita, crescita più rapida, talvolta ulcerazione, la diagnosi differenziale può essere difficile nelle forme precoci
- cheratosi attinica: maggiore componente ipercheratosica, tendono ad essere multiple
- psoriasi: lesioni molto spesso multiple, pruriginose, rispondono ai corticosteroidi
- eczema nummulare: lesioni talvolta multiple, di maggiori dimensioni, meno desquamanti, pruriginose
- papulosi bowenoide: papule multiple, dalla superficie piatta o verrucosea, pigmentate in sede genitale

## Terapia
Il trattamento dipende da un insieme di fattori: dimensioni, sede, numero delle lesioni, comorbidità del paziente, disponibilità della terapia e suo costo. 
In alcuni casi selezionati è possibile non effettuare alcun trattamento a patto di monitorare l'evoluzione della lesioni con follow-up periodici.

### Prevenzione
La prevenzione di questa neoplasia si ottiene riducendo l'esposizione ai raggi UV e proteggendo la cute con filtri solari. Il grado di protezione dei filtri solari contenuti nelle creme protettive dipende dal fattore di protezione, che non dovrebbe mai essere inferiore a 15. Il fattore di protezione esprime il rapporto fra la quantità di radiazione UVB in grado di provocare eritema sulla pelle protetta e quantità di radiazione UVB in grado di provocare stesso eritema quando la pelle non è protetta. L'abbigliamento è utile per schermare la luce del sole. In caso di esposizioni prolungate, soprattutto se la radiazione solare è intensa, si devono preferire camicie a manica lunga, pantaloni lunghi, l'uso di occhiali e/o cappelli con visiera..

### Terapia medica
La terapia topica disponibile per trattare la malattia di Bowen si avvale dell'imiquimod, del 5-fluorouracile o della terapia fotodinamica.
- Il 5-fluorouracile (5-FU) in crema al 5% è un inibitore della timidilato sintasi e conseguentemente impedisce alle purine e alle pirimidine di essere incorporate nel DNA e RNA. È piuttosto utilizzato nel trattamento della malattia di Bowen, sia per lesioni singole che per lesioni multiple e determina buone percentuali di risposta completa. I possibili effetti collaterali sono irritazione, eritema, bruciore, gonfiore e desquamazione in sede di applicazione.[9]
- L'imiquimod in crema al 5% è un immunomodulatore dalla discreta efficacia ed è utile per trattare lesioni singole o multiple. Gli effetti collaterali più comuni includono eritema, bruciore, prurito, erosioni, formazione di croste, ulcerazioni e alterazioni della pigmentazione nella sede di applicazione associati talvolta a febbre, brividi, mialgie e linfoadenopatia.[10]
- La terapia fotodinamica (PDT) con MAL (metil-aminolevulinato) è utilizzata per trattare lesioni singole di grandi dimensioni in sedi in cui la guarigione è difficoltosa. Ha un'efficacia superiore rispetto al 5-fluorouracile e alla crioterapia e un migliore risultato cosmetico. La sua somministrazione richiede però accessi ambulatoriali.[9]

### Terapia chirurgica
- La crioterapia ad azoto liquido si effettua solitamente con un ciclo da 30 secondi o due da 20 secondi. Ha un'efficacia superiore al fluorouracile ma inferiore alla terapia fotodinamica e un peggiore risultato cosmetico. Si utilizza per lesioni singole o in piccolo numero. Può determinare dolore, gonfiore e talvolta comparsa di bolle sierose o siero-ematiche nella sede di intervento.[11]
- Il curettage si utilizza in pazienti con lesioni di piccole dimensioni, singole o in basso numero, che non possono essere trattate con terapia topica o crioterapia e in sedi con rapida guarigione. Presenta minore probabilità di recidiva, minori effetti collaterali e un più rapido periodo di guarigione rispetto alla crioterapia sebbene l'efficacia di quest'ultima dipenda dal numero e dalla durata dei cicli utilizzati.[12]
- L'escissione chirurgica è raccomandata per le lesioni singole dalla diagnosi dubbia e per quelle localizzate alle dita, al letto ungueale e in regione perianale a causa del maggior rischio di degenerazione maligna.
- La laserterapia è una possibile opzione ma è solitamente un trattamento di seconda scelta.
- La radioterapia è una possibile opzione ma è considerato un trattamento di seconda scelta.